# مارسيال أربيثا
مارسيال أربيثا أروتي (8 يوليو 1914 - 11 أغسطس 1992) مهندس صناعي ولاعب كرة قدم إسباني لعب كمهاجم لفريق ريال يونيون وريال مدريد وريال سوسيداد.

## تعليم
بدأ تعليمه في مدرسة ماريستاس دي سان برناردو دي إيرون، حيث كان يتقاسم الفناء مع لاعبي كرة قدم مستقبليين آخرين مثل إجناسيو جوينيتشي (ريال سوسيداد وفالنسيا). وعندما عاد الإخوة المريميون إلى فرنسا في عام 1928، رافقهم إلى بايون كطالب داخلي. في صيف عام 1930، عاد إلى إرون لقضاء إجازة، وبعد ذلك، عندما بلغ من العمر 16 عامًا، اعتاد أن يشارك مع ريال يونيون في مباريات تدريبية ومعارض ودية. في خريف عام 1930، ذهب إلى بلجيكا لدراسة الفنون والحرف اليدوية.

## المسيرة الكروية
بدأ مسيرته الرياضية في فرنسا أثناء الحرب الأهلية الإسبانية في صفوف فريق أ.س. هومون المتواضع، حيث كان يشارك غرفة الملابس مع سابينو أجوير، وهو لاعب باسكي آخر. كان له دور محوري في مساعدة النادي على الانتقال من المسابقات الإقليمية إلى الدوري الفرنسي الدرجة الثانية. في عام 1933 واجهوا فريقًا من بودابست (نادي بودابست)، والذي كان عمليًا الفريق الذي تأهل إلى نهائي كأس العالم 1938، وسجل مارسيال ليساعد فريقه على الفوز، حيث سدد الكرة في مرمى رودي هيدن، أحد أعظم حراس المرمى في ذلك الوقت، بهدف لم يلق تصفيقًا من المدرجات فحسب، بل وصفه الصحافة الفرنسية بأنه رائع. وفي نهاية المطاف لفت انتباه شركة نادي إكسلسيور الرياضي في روباي، والتي انضم إليها في عام 1939.
مع اندلاع الحرب العالمية الثانية، عاد إلى إرون مع زوجته وطفليه، باهتمام مفترض باللعب لصالح ريال سوسيداد، على الرغم من أنه انتهى به الأمر في النهاية إلى التوقيع مع ريال يونيون، الذي كان في ذلك الوقت يكافح من أجل البقاء في الدرجة الثانية. وعلى حدود المدينة، ألقي القبض عليه لأسباب سياسية، وتحديداً بتهمة التهرب من التجنيد، عندما دوت القذائف على هذا الجانب من جبال البرانس. تم اقتياده بعد ذلك إلى كتيبة العمال الموجودة في معسكر اعتقال ميراندا دي إيبرو، وهو تعبير ملطف يخفي تحته ظروف العبودية في معسكرات الاعتقال، وسوء المعاملة المنهجي، والإهانات التي لا تعد ولا تحصى.
وبطبيعة الحال، كان مارسيال محظوظة للغاية وسط هذا العدد الكبير من السجناء. وبما أنه لعب بعض المباريات مع نادي ديبورتيفو ألافيس خلال موسم 1934-1935، فقد ظل اسمه في الاعتبار من قبل النادي. علاوة على ذلك، كان مدير فريق ألافيس هو باتشي جامبورينا، لاعب فريق إيرونيس والذي لعب معه من حين لآخر خلال صيف عام 1930، وتمكن من التعاقد معه لصالح نادي ديبورتيفو ألافيس، الذي كان يسعى للصعود إلى الدرجة الثانية. وكان مجلس إدارة النادي يتكون في معظمه من العسكريين وهم من سمحوا له باللعب مع الفريق رغم عزلته. شارك أروتي (غير لقبه الكروي، الذي كان حتى ذلك الحين مارسيال، إلى أروتي، بسبب وضعه الإجرامي) لأول مرة مع الفريق ضد تولوسا سي إف في 27 أكتوبر 1940 في مينديزوروزا، وسجل الهدف الافتتاحي في فوز 2-0 في النهاية. لقد أثبت أنه لاعب قاتل حيث سجل 58 هدفًا في 17 مباراة فقط، وسجل 5 و 4 أهداف في كل مباراة في عدة مناسبات وحتى سجل 6 أهداف مرة واحدة. لم تستمر مرحلته كلاعب في فريق ألبيازول سوى ثلاثة أشهر، لكن أهدافه كانت حاسمة في مساعدة الفريق على الصعود إلى الدرجة الثانية من خلال التأهل في المركز الثاني خلف نادي فيروفياريا. في نهاية المطاف، لفتت سجلاته التهديفية انتباه نادي ريال مدريد، الذي تعاقد معه في نهاية موسم الدوري 1940-1941 للعب في كأس الجنرال.
لعب أول مباراة له مع فريق الميرينجي ضد ريال سوسيداد في 28 سبتمبر 1941 في أتوتشا، وسجل هدفًا في فوز 3-2. لعب موسمين مع ريال مدريد، وسجل 17 هدفًا في 19 مباراة، واحتل المركز الثاني في الدوري في عام 1942، والمركز الثاني في كأس الجنرال في عام 1943. لم يلعب مارسيال المباراة النهائية، وبدونه هُزم ريال مدريد على يد نادي أتلتيكو بلباو، بفضل هدف في الوقت الإضافي سجله تيلمو زارا.
في صيف عام 1943، وقع عقدًا مع نادي ريال سوسيداد الصاعد حديثًا، وشارك لأول مرة ضد فالنسيا في 26 سبتمبر 1943، وسجل مرة أخرى، هذه المرة في خسارة 2-4. سيكون هذا هدفه الوحيد في الموسم بأكمله. بقي في أتوتشا لمدة ثلاثة مواسم، جميعها تحت قيادة بينيتو دياز، وشهد هبوطًا إلى الدرجة الثانية في عام 1943. وأخيرًا، لعب آخر موسم نشط له في نادي ريال يونيون (الذي يلعب الآن في الدرجة الثالثة)، وبالتالي عاد إلى نفس المدينة التي تم القبض عليه فيها عند عودته إلى إسبانيا.

## الحياة اللاحقة
بعد أن ترك كرة القدم، حصل على بطاقة المدرب الإقليمي في عام 1949 في سان سيباستيان والمدرب الوطني في عام 1950 في بورغوس. توفي في سان سيباستيان في 11 أغسطس 1992، عن عمر يناهز 78 عامًا.

## إحصائيات
يتم تحديث البيانات في نهاية المسيرة الرياضية.
قبل مسيرته الاحترافية في كرة القدم الإسبانية، بدأ مسيرته في فرنسا مع النادي الرياضي هوتمونتوا، وهو فريق هواة ارتقى في صفوف كرة القدم الفرنسية الاحترافية المنظمة حديثًا - ثم لاحقًا مع نادي إكسلسيور الرياضي من مدينة روبيه. ولسوء الحظ، وكما حدث مع العديد من الأجانب الآخرين في بداية مسيرتهم المهنية في فرنسا، تم تجاهل العديد منهم ولم يتم تسجيل بياناتهم الإحصائية. في السابق، في موسم 1934-1935، لعب بعض المباريات مع نادي ديبورتيفو ألافيس، وقبل سنوات من ذلك مع نادي ريال يونيون دي إرون، على الرغم من أنها كانت جميعها مباريات ودية. بعد تركه لكرة القدم، حصل على رخصة التدريب الإقليمية في سان سيباستيان في عام 1949 ورخصة التدريب الوطنية في عام 1950 في بورغوس، على الرغم من أنه لم يعمل على هذا النحو أبدًا.
| النادي                 | الموسم        | -أجل                           | الدوري | الدوري | الكأس  | الكأس | إقليمي     | إقليمي     | إجمالي | إجمالي | الوساطة |
| النادي                 | الموسم        | -أجل                           | منافسة | أهداف  | منافسة | أهداف | منافسة     | أهداف      | منافسة | أهداف  | الوساطة |
| ---------------------- | ------------- | ------------------------------ | ------ | ------ | ------ | ----- | ---------- | ---------- | ------ | ------ | ------- |
| النادي الرياضي لهوتمون | 1935-36       | بطولة فرنسا للهواة (1935–1971) | -أجل   | -أجل   | -أجل   | -أجل  | غير موجودة | غير موجودة | -أجل   | -أجل   | -أجل    |
| النادي الرياضي لهوتمون | 1936-37       | الدوري الفرنسي الدرجة الثالثة  | -أجل   | -أجل   | -أجل   | -أجل  | غير موجودة | غير موجودة | -أجل   | -أجل   | -أجل    |
| النادي الرياضي لهوتمون | 1937-38       | الدوري الفرنسي الدرجة الثانية  | -أجل   | -أجل   | -أجل   | -أجل  | غير موجودة | غير موجودة | -أجل   | -أجل   | -أجل    |
| نادي إكسلسيور الرياضي  | 1938-39       | الدوري الفرنسي                 | -أجل   | -أجل   | -أجل   | -أجل  | غير موجودة | غير موجودة | -أجل   | -أجل   | -أجل    |
| ريال يونيون            | 1939-40       | الدوري الإسباني الدرجة الثانية | -أجل   | -أجل   | -أجل   | -أجل  | 1          | 1          | 1      | 1      | 1       |
| ديبورتيفو ألافيس       | 1940-41       | الدرجة الثالثة                 | 17     | 58     | -أجل   | -أجل  | غير موجودة | غير موجودة | 17     | 58     | 3.41    |
| ريال مدريد             | 1940-41       | الدوري الإسباني                | -أجل   | -أجل   | 2      | 3     | غير موجودة | غير موجودة | 2      | 3      | 1.50    |
| ريال مدريد             | 1941-42       | الدوري الإسباني                | 11     | 9      | 6      | 9     | غير موجودة | غير موجودة | 17     | 18     | 1.06    |
| ريال مدريد             | 1942-43       | الدوري الإسباني                | 8      | 8      | -أجل   | -أجل  | غير موجودة | غير موجودة | 8      | 8      | 1       |
| مجموع النادي           | مجموع النادي  | مجموع النادي                   | 19     | 17     | 8      | 12    | 0          | 0          | 27     | 29     | 1.07    |
| ريال سوسيداد           | 1943-44       | الدوري الإسباني                | 7      | 1      | 4      | 2     | غير موجودة | غير موجودة | 11     | 3      | 0.27    |
| ريال سوسيداد           | 1944-45       | الدوري الإسباني الدرجة الثانية | 18     | 9      | 4      | 1     | غير موجودة | غير موجودة | 22     | 10     | 0.45    |
| مجموع النادي           | مجموع النادي  | مجموع النادي                   | 25     | 10     | 8      | 3     | 0          | 0          | 33     | 13     | 0.39    |
| ريال يونيون            | 1945-46       | الدرجة الثالثة                 | 5      | 1      | -أجل   | -أجل  | غير موجودة | غير موجودة | 5      | 1      | 0.20    |
| ريال يونيون            | 1947-48       | الدرجة الثالثة                 | 8      | 9      | -أجل   | -أجل  | غير موجودة | غير موجودة | 8      | 9      | 1.13    |
| مجموع النادي           | مجموع النادي  | مجموع النادي                   | 13     | 10     | 0      | 0     | 0          | 0          | 13     | 10     | 0.77    |
| إجمالي السباق          | إجمالي السباق | إجمالي السباق                  | 74     | 95     | 16     | 15    | 1          | 1          | 91     | 111    | 1.22    |
|                        |               |                                |        |        |        |       |            |            |        |        |         |

## الأوسمة
نادي مدريد
- الدوري الإسباني : وصيف 1941–42
- كأس الملك العام : الوصيف 1943